# Mintopola dipartita
Mintopola dipartita är en fjärilsart som beskrevs av Gottfried Christian Reich 1936. Mintopola dipartita ingår i släktet Mintopola och familjen björnspinnare. Inga underarter finns listade i Catalogue of Life.